# Canthigaster cyanetron
Canthigaster cyanetron es una especie de peces de la familia Tetraodontidae en el orden de los Tetraodontiformes.

## Morfología
Los machos pueden llegar alcanzar los 4,9 cm de longitud total.

## Hábitat
Es un pez de mar de clima subtropical

## Distribución geográfica
Se encuentra en la isla de Pascua (Chile ).

## Observaciones
Es inofensivo para los humanos.